# Erwin Blask
Erwin Blask (Gajrowskie, 20 marzo 1910 – Francoforte sul Meno, 6 febbraio 1999) è stato un martellista tedesco.

## Biografia
Prese parte ai Giochi olimpici di Berlino 1936 vincendo la medaglia d'argento nella sua specialità grazie ad un lancio di 55,04 m, corrispondente al record olimpico, battuto pochi minuti dopo dal lancio del connazionale Karl Hein che, con 56,49 m, si posizionò sul gradino più alto del podio.
Partecipò, nel 1938, ai campionati europei, ma ancora una volta si piazzò alle spalle di Karl Hein, accontentandosi della medaglia d'argento. Fu in varie occasioni campione tedesco del lancio del martello e getto della pietra e detentore del record del mondo in queste due specialità.
Sposò la velocista Dora Voigt, sorella dell'atleta Harry Voigt, medaglia di bronzo nella staffetta 4×400 metri alle Olimpiadi di berlino del 1936.

## Palmarès
| Anno | Manifestazione  | Sede    | Evento              | Risultato | Prestazione | Note |
| ---- | --------------- | ------- | ------------------- | --------- | ----------- | ---- |
| 1936 | Giochi olimpici | Berlino | Lancio del martello | Argento   | 55,04 m     |      |
| 1938 | Europei         | Parigi  | Lancio del martello | Argento   | 57,34 m     |      |

## Campionati nazionali
- 2 volte campione tedesco del getto della pietra
- 5 volte campione tedesco del lancio del martello

1933
- Oro ai campionati tedeschi di atletica leggera, lancio della pietra

1934
- Oro ai campionati tedeschi di atletica leggera, lancio della pietra

1935
- Oro ai campionati tedeschi di atletica leggera, lancio del martello

1939
- Oro ai campionati tedeschi di atletica leggera, lancio del martello

1940
- Oro ai campionati tedeschi di atletica leggera, lancio del martello

1950
- Oro ai campionati tedeschi di atletica leggera, lancio del martello

1951
- Oro ai campionati tedeschi di atletica leggera, lancio del martello